# دکیتر، میشیگان
دکیتر (به انگلیسی: Decatur) یک روستا در ایالات متحده آمریکا است که در شهرستان ون بیورن، میشیگان واقع شده‌است. دکیتر ۳٫۷۰ کیلومتر مربع مساحت و ۱٬۸۱۹ نفر جمعیت دارد و ۲۴۰ متر بالاتر از سطح دریا واقع شده‌است.